# Fritz Fischer (biathlonista)
Friedrich „Fritz” Fischer (ur. 22 września 1956 w Kelheim) – niemiecki biathlonista reprezentujący RFN, trzykrotny medalista olimpijski, wielokrotny medalista mistrzostw świata oraz zdobywca Pucharu Świata.

## Kariera
W Pucharze Świata zadebiutował 19 lutego 1980 roku w Lake Placid, zajmując 27. miejsce w sprincie. Pierwsze punkty (do sezonu 2000/2001 punkty zdobywało 25. najlepszych zawodników) wywalczył 12 lutego 1981 roku w Lahti, kończąc bieg indywidualny na piątym miejscu. Na podium zawodów tego cyklu po raz pierwszy stanął 2 kwietnia 1981 roku w Hedenäset, wygrywając bieg indywidualny. Wyprzedził tam dwóch rodaków: Petera Angerera i Franza Bernreitera. W kolejnych startach 18 razy stawał na podium, odnosząc jeszcze sześć zwycięstw: 12 stycznia 1984 roku w Pontresinie, 17 grudnia 1987 roku w Hochfilzen i 16 marca 1989 roku w Steinkjer triumfował w biegach indywidualnych, a 10 stycznia 1987 roku w Borowcu, 24 stycznia 1987 roku w Ruhpolding i 18 marca 1989 roku w Steinkjer był najlepszy w sprintach.  Najlepsze wyniki osiągnął w sezonie 1987/1988, kiedy zwyciężył w klasyfikacji generalnej, wyprzedzając Eirika Kvalfossa z Norwegii i Włocha Johanna Passlera. Ponadto w sezonie 1986/1987 zajął drugie miejsce, rozdzielając Franka-Petera Roetscha z NRD i Jana Matouša z Czechosłowacji.
Pierwszy medal w karierze wywalczył w 1981 roku, kiedy na mistrzostwach świata w Lahti wspólnie z Franzem Bernreiterem, Andreasem Schweigerem i Peterem Angererem zdobył srebrny medal w sztafecie. Był tam też między innymi piąty w biegu indywidualnym. W sztafecie wywalczył następnie dwa brązowe medale, podczas mistrzostw świata w Ruhpolding w 1985 roku oraz rozgrywanych dwa lata później mistrzostw świata w Lake Placid.
Swój jedyny medal indywidualny wywalczył na mistrzostwach świata w Feistritz w 1989 roku. Zajął tam trzecie miejsce w biegu indywidualnym, ulegając jedynie Eirikowi Kvalfossowi i jego rodakowi - Gisle Fenne. Na tej samej imprezie, razem z Herbertem Fritzenwengerem, Franzem Wudym i Georgiem Fischerem zdobył srebrny medal w biegu drużynowym. Ponadto na mistrzostwach świata w Lahti w 1991 roku, już jako reprezentant zjednoczonych Niemiec, zwyciężył w sztafecie, startując z Ricco Großem, Frankiem Luckiem i Markiem Kirchnerem.
W 1980 roku wystąpił na igrzyskach olimpijskich w Lake Placid, zajmując 27. miejsce w sprincie. Na rozgrywanych cztery lata później igrzyskach w Sarajewie był siódmy w biegu indywidualnym, ósmy w sprincie, a razem z Ernstem Reiterem, Walterem Pichlerem i Peterem Angererem zdobył brązowy medal w sztafecie. Podczas igrzysk w Calgary w 1988 roku sztafeta RFN w składzie: Ernst Reiter, Stefan Höck, Peter Angerer i Fritz Fischer zajęła drugie miejsce. Zajął tam też 23. miejsce w biegu indywidualnym oraz dwunaste w sprincie. Brał również udział w igrzyskach olimpijskich w Albertville w 1992 roku, razem z Großem, Kirchnerem i Jensem Steinigenem zdobywając pierwszy w historii złoty medal olimpijski w tej konkurencji dla Niemiec. Był to jego jedyny start na tej imprezie i zarazem ostatni start olimpijski.
Jest bratem Georga Fischera.

## Osiągnięcia

### Igrzyska olimpijskie
| Rok  | Miejscowość | Konkurencje | Konkurencje | Konkurencje | Konkurencje | Konkurencje | Konkurencje | Konkurencje |
| Rok  | Miejscowość | IN          | SP          | PU          | MS          | RL          | MR          | SR          |
| ---- | ----------- | ----------- | ----------- | ----------- | ----------- | ----------- | ----------- | ----------- |
| 1980 | Lake Placid | –           | 27.         | nd.         | nd.         | –           | nd.         | –           |
| 1984 | Sarajewo    | 7.          | 8.          | nd.         | nd.         | 3.          | nd.         | –           |
| 1988 | Calgary     | 23.         | 12.         | nd.         | nd.         | 2.          | nd.         | –           |
| 1992 | Albertville | –           | –           | nd.         | nd.         | 1.          | nd.         | –           |

### Mistrzostwa świata
| Rok  | Miejscowość            | Konkurencje | Konkurencje | Konkurencje | Konkurencje | Konkurencje | Konkurencje | Konkurencje |
| Rok  | Miejscowość            | IN          | SP          | PU          | MS          | RL          | MR          | SR          |
| ---- | ---------------------- | ----------- | ----------- | ----------- | ----------- | ----------- | ----------- | ----------- |
| 1981 | Lahti                  | 5.          | 19.         | nd.         | nd.         | 2.          | nd.         | –           |
| 1982 | Mińsk                  | 15.         | 15.         | nd.         | nd.         | 4.          | nd.         | –           |
| 1983 | Anterselva             | 10.         | 13.         | nd.         | nd.         | 4.          | nd.         | –           |
| 1985 | Ruhpolding             | 16.         | 6.          | nd.         | nd.         | 3.          | nd.         | –           |
| 1986 | Oslo                   | 22.         | 17.         | nd.         | nd.         | DSQ         | nd.         | –           |
| 1987 | Lake Placid            | 9.          | 40.         | nd.         | nd.         | 3.          | nd.         | –           |
| 1989 | Feistritz              | 3.          | 17.         | nd.         | nd.         | 6.          | nd.         | –           |
| 1990 | Mińsk/Oslo/Kontiolahti | 25.         | 46.         | nd.         | nd.         | –           | nd.         | –           |
| 1991 | Lahti                  | 13.         | 6.          | nd.         | nd.         | 1.          | nd.         | –           |
| 1993 | Borowec                | –           | –           | nd.         | nd.         | –           | nd.         | –           |

### Puchar Świata

#### Miejsca w klasyfikacji generalnej
| Sezon     | Miejsce |
| --------- | ------- |
| 1979/1980 | -       |
| 1980/1981 | ?       |
| 1981/1982 | 5.      |
| 1982/1983 | 7.      |
| 1983/1984 | 4.      |
| 1984/1985 | 33.     |
| 1985/1986 | 11.     |
| 1986/1987 | 2.      |
| 1987/1988 | 1.      |
| 1988/1989 | 6.      |
| 1989/1990 | 14.     |
| 1990/1991 | 15.     |
| 1991/1992 | 36.     |
| 1992/1993 | 29.     |

#### Miejsca na podium chronologicznie
| Lp. | Dzień       | Rok  | Miejscowość | Konkurencja                | Lokata | Pudła   | Czas biegu | Strata  | Zwycięzca        |
| --- | ----------- | ---- | ----------- | -------------------------- | ------ | ------- | ---------- | ------- | ---------------- |
| 1.  | 2 kwietnia  | 1981 | Hedenäset   | Bieg indywidualny na 20 km | 1.     | ?       | 1:17:35,0  | –       | –                |
| 2.  | 4 kwietnia  | 1981 | Hedenäset   | Sprint na 10 km            | 3.     | 1       | 33:10,0    | +35,0   | Eirik Kvalfoss   |
| 3.  | 14 stycznia | 1982 | Egg         | Bieg indywidualny na 20 km | 3.     | 3+1+0+1 | 1:08:37,8  | +38,6   | Svein Engen      |
| 4.  | 16 stycznia | 1982 | Egg         | Sprint na 10 km            | 3.     | 0+1     | 33:25,4    | +46,7   | Frank Ullrich    |
| 5.  | 5 marca     | 1982 | Lahti       | Bieg indywidualny na 20 km | 3.     | 1+1+1+1 | 1:18:18,7  | +50,7   | Kjell Søbak      |
| 6.  | 5 marca     | 1983 | Lahti       | Bieg indywidualny na 20 km | 3.     | 0+1+0+1 | 1:13:40,6  | +46,2   | Algimantas Šalna |
| 7.  | 12 stycznia | 1984 | Pontresina  | Bieg indywidualny na 20 km | 1.     | 0+0+0+0 | 1:02:05,0  | –       | –                |
| 8.  | 7 marca     | 1984 | Oslo        | Bieg indywidualny na 20 km | 2.     | 1+0+1+0 | 1:05:16,2  | +34,2   | Peter Angerer    |
| 9.  | 9 marca     | 1986 | Lahti       | Bieg indywidualny na 20 km | 2.     | 1       | 31:10,3    | +49,0   | André Sehmisch   |
| 10. | 8 stycznia  | 1987 | Borowec     | Bieg indywidualny na 20 km | 2.     | 0+0+0+1 | 1:03:26,5  | +40,3   | Jan Matouš       |
| 11. | 10 stycznia | 1987 | Borowec     | Sprint na 10 km            | 1.     | 0+1     | 29:04,2    | –       | –                |
| 12. | 22 stycznia | 1987 | Ruhpolding  | Bieg indywidualny na 20 km | 2.     | 0+1+0+1 | 57:37,0    | +1:37,1 | Andriej Zienkow  |
| 13. | 24 stycznia | 1987 | Ruhpolding  | Sprint na 10 km            | 1.     | 0+0     | 28:28,1    | –       | –                |
| 14. | 17 grudnia  | 1987 | Hochfilzen  | Bieg indywidualny na 20 km | 1.     | 0+0+0+0 | 1:07:36,2  | –       | –                |
| 15. | 23 stycznia | 1988 | Anterselva  | Bieg indywidualny na 20 km | 2.     | 1+0+0+2 | 1:05:03,3  | +36,0   | Johann Passler   |
| 16. | 15 marca    | 1988 | Keuruu      | Sprint na 10 km            | 3.     | 0+0     | 24:54,7    | +32,8   | Eirik Kvalfoss   |
| 17. | 7 lutego    | 1989 | Feistritz   | Bieg indywidualny na 20 km | 2.     | 0+2+0+0 | 58:13,0    | +2:35,1 | Eirik Kvalfoss   |
| 18. | 16 marca    | 1989 | Steinkjer   | Bieg indywidualny na 20 km | 1.     | 0+0+0+1 | 53:05,0    | –       | –                |
| 19. | 18 marca    | 1989 | Steinkjer   | Sprint na 10 km            | 1.     | 0+1     | 28:41,0    | –       | –                |